# Ліпкін Максим Максимович
Ліпкін Максим Максимович (нар. 12 серпня 1907, Варшава, Російська імперія — 11 квітня 1991, Київ, УССР, СССР) — радянський (російський і український) театральний діяч, художник театру і кіно. Член Спілки художників СРСР.

## Життєпис
Максим Ліпкін народився 12 серпня 1907 у Варшаві. За походженням — росіянин.
У 1929 закінчив Ленінградський інститут цивільних інженерів. Працював театральним художником у Ленінграді.
Коли почалась війна, працював на будівництві оборонних споруд під Лугою. Пережив блокаду Ленінграда, втратив дитину. «Знесилений від голоду, ледве тримаючи пензля, малював Ленінград і ленінградців, захоплений їхньою стійкістю й мужністю.»
У лютому 1942 евакуювався «Дорогою життя» до Алма-Ати, де почав працювати художником у Київському театрі музичної комедії, що перебував у евакуації.
У березні 1944 разом з театром переїхав до Києва, який став для нього домом до кінця його життя. До кінця 1950-х років працював художником у Київському національному академічному театрі оперети.
Пішов з життя у 1991 році.
Вдова художника Луїза Григорівна Мірошниченко (*1940), член Спілки фотохудожників України (1991) передала до Музею війни у Києві більш ніж 50 робіт митця. Частина з них експонується у залі, де йдеться про битву за Ленінград. У 2012 р. Луїза Григорівна безкоштовно передала музею ще 11 малюнків із серії «Блокадний Ленінград» 1941–1942 років. Деякі з них мають автобіографічний характер.

## Роботи в театрі
- «Жирофле-Жирофля» Ш. Лекока (1944, Київський театр музичної комедії)
- «Сорочинський ярмарок» М. Мусоргського (1960)
- «Молода гвардія» Ю. Мейтуса (1961, Оперна студія Київської консерваторії ім. П. Чайковського)
- «Царева наречена» М. Римського-Корсакова (1963, Оперна студія Київської консерваторії)
- «За другим фронтом» В. Собка

## Фільмографія
Художник-декоратор (кіностудія О. Довженка):
- «Педагогічна поема» (1955, реж. О. Маслюков, М. Маєвська)
- «Долина синіх скель» (1956, художник-постановник у співавт. з В. Корольовим; реж. М. Красій)
- «Є такий хлопець» (1956, реж. В. Івченко)
- «Далеке і близьке» (1957, реж. М. Макаренко, О. Козир)
- «Мораль пані Дульської» (1957, фільм-спектакль, реж. Леонід Варпаховський, О. Швачко)
- «Сто тисяч» (1958, фільм-спектакль, реж. Гнат Юра, Віктор Іванов)
- «Верховино, мати моя» (1959, реж. А. Народицький)